# Дробарки еластичного дроблення

Дробарки еластичного дроблення — дробарка, застосовується для дроблення вугілля. Руйнування відбувається при вільному (еластичному) ударі по зернах вугілля, що падають під дією сили тяжіння (рис. 1).
Дробарка еластичного дроблення (рис. 1) складається з герметичного корпуса 4, парубків завантажувального 1, розвантажувальних 2, 7, 8 і повітряного 5, нерухомого барабана 13, в якому закріплений вал 11 з розподільчим диском 3 і билами 10 з молотками 9.
Вихідний матеріал (вугілля) надходить на диск 3, який розподіляє його по периферійній зоні барабана 13 і направляє на сита 12. Багаторазовість еластичного дроблення досягається при русі вугілля під дією сили ваги в робочій зоні обертових бил з молотками. Подрібнене до крупності 2—4 мм вугілля виводиться з барабана через сита 12.
Дроблення здійснюється багато разів по мірі переміщення матеріалу зверху вниз. Подрібнений матеріал крупністю 2—4 мм виводиться з барабана через конічні сита. Висхідним потоком повітря з простору між кожухом і барабаном виносяться тонкі частинки фюзену. Міцніші частинки вітрену (матовий) видаляються через патрубок 9. Найбільш міцне вугілля (дюрен) розвантажується через патрубок 6.
Особливістю дробарки еластичного дроблення є застосування двох типів класифікації — повітряної і грохочення. Частота обертання вала дробарки від 200 до 1400 хв−1. Продуктивність — 20 т/год.